# آندریا گریگوره
آندریا گریگوره (به انگلیسی: Andreea Grigore) ژیمناست زادهٔ ۱۱ آوریل ۱۹۹۱ میلادی اهل کشور رومانی است.